# Casa Planas (Palma)
Casa Planas és un centre cultural privat ubicat a Palma. Fundada per l'artista Marina Planas, va obrir les portes el 2015.
Es tracta d'un centre de creació contemporània interdisciplinar sense ànim de lucre, que inclou un centre d’interpretació sobre el turisme a les Illes Balears. El centre acull i dinamitza l'Arxiu Planas, un recull històric sobre la història del turisme a Balears.
També organitza xerrades, tallers, exposicions, i trobades per a professionals de l’art, educadors, acadèmics, estudiants i el públic general, i ofereix un programa de residències artístiques.
Està ubicat a les antigues oficines i laboratoris de Josep Planas Montanyà, un empresari i fotògraf que va documentar el boom turístic de les Illes Balears durant la segona meitat del segle xx.

## Arxiu
L’Arxiu Planas, que es troba en procés de catalogació, s'estima en uns 3 milions d’imatges. Està format per postals, negatius, tires de contactes, proves d’impressió, pòsters, positivats, imatges de col·lecció, entre d'altres. Cronològicament, abasta entre la dècada de 1940 i 1970, i geogràficament principalment documenta les Illes Balears, tot i que també hi ha imatges de Catalunya i d'altres postals internacionals.